# Klasse 201
Die U-Boote der Klasse 201, auch U 1-Klasse, waren die ersten neu gebauten U-Boote der Bundesmarine nach dem Zweiten Weltkrieg. Die Klasse war primär für die Bekämpfung gegnerischer Überwasser-Kriegsschiffe konzipiert. Aufgrund von Mängeln des aus Österreich gelieferten nichtmagnetischen Stahls wurden die ersten beiden 1962 in Dienst gestellten Einheiten bereits 1963 wieder ausgemustert. Das dritte Boot wurde bis 1964 an die Königlich Norwegische Marine zu Testzwecken ausgeliehen und 1967 gleichfalls außer Dienst gestellt.

## Geschichte

### Rahmenbedingungen
Der Aufbau der Bundeswehr unterlag einer Anzahl von Rüstungsbeschränkungen, die in Protokoll Nr. III, Abschnitt V zu den Pariser Verträgen über die Westeuropäische Union von 1954 vereinbart waren. Darin war die Standardverdrängung für U-Boote auf maximal 350 t festgelegt. Diese Grenze wurde mehrfach angehoben, so 1962 zunächst auf 450 t und im Oktober desselben Jahres auf Empfehlung der NATO auf 1000 t. Von 1973 bis zum Jahr 1980 1800 t. 1980 wurden die Schiffbaubeschränkungen nach Abschnitt V generell aufgehoben.
Absicht der Bundesmarine und der Werftindustrie war es, aufbauend auf den Erfahrungen des Zweiten Weltkriegs das weltweit modernste U-Boot dieser Größenordnung zu bauen. Die wesentliche Neuerung war die Verwendung von nicht-magnetisierbarem Stahl. Dadurch sollte die Verwundbarkeit durch Minen und die Entdeckung durch Magnetsensoren von U-Jagdflugzeugen reduziert werden. Für Konstruktion und Entwicklung wurde am 15. Januar 1958 das Ingenieurkontor Lübeck unter der Verantwortlichkeit von Ulrich Gabler beauftragt. Der Verteidigungsausschuss erteilte am 16. März 1959 den Auftrag für den Bau von zwölf Booten dieser Klasse wurde an die Howaldtswerke AG in Kiel erteilt.

### Technische Weiterentwicklung
Bereits während des Baus ergaben sich neue militärische Forderungen, die zu umfangreichen Veränderungen des Entwurfs führten. Diese waren mit einer Verlängerung um bis zu 1,9 m und einer Erhöhung der Tonnage auf 450 t verbunden, die ab dem vierten Boot realisiert wurden. Im Rahmen dieser weiterführenden Planungen wurde auf U 1 zu Versuchszwecken zeitweise ein Hecktorpedorohr installiert, das jedoch auf späteren Booten nicht eingeführt wurde. Die Boote des geänderten Entwurfs erhielten die Bezeichnung Klasse 205.

### Korrosions- und Festigkeitsprobleme
Schon im Sommer 1962 zeigten sich kurz nach der Indienststellung des ersten Boots U 1 erste Risse in den Tauchzellen, die bald darauf auch an anderen Booten festgestellt wurden. Es wurde schnell offenbar, dass der verwendete Stahl mit der Bezeichnung AM 10 der österreichischen Schoeller-Bleckmann Stahlwerke für U-Boote ungeeignet war. Als dieses Problem öffentlich bekannt wurde, hatte die Bundesmarine einen als Stahlkrise bezeichneten ersten Rüstungsskandal, bei dem Fehler bei der Vorbereitung und Abwicklung dieses Bauauftrags offenbar wurden. Insbesondere erwiesen sich die benutzten Testverfahren für U-Boot-Stahl als unzureichend.
Als das Problem erkannt wurde, waren alle drei Boote der Klasse 201 fertiggestellt, ebenso wie die ersten Boote der Klasse 205. Für diese Klasse wurde ein Baustopp verhängt, der die letzten vier Boote U 9 bis U 12 betraf, während U 4 bis U 8 fertiggebaut und in Dienst gestellt wurden. Ebenfalls von der Stahlkrise betroffen waren die beiden Versuchsboote der Klasse 202.
Als Konsequenz wurden mehrere Stähle auf Booten der Klasse 205 erprobt. Als Resultat wurde ein Stahl der Firma Phoenix-Rheinrohr mit der Bezeichnung PN 18 S2 ausgewählt, der sich seither auf allen späteren deutschen U-Booten einschließlich der Klasse 212 A bewährt hat.

## Einheiten & Verbleib

### Deutschland– Bundesmarine
Die Boote der Klasse 201 waren die ersten U-Boot-Neubauten in Deutschland nach dem Ende des Zweiten Weltkriegs. Die Bundesmarine plante in den frühen 1960er-Jahren die Beschaffung von zwölf Einheiten dieses Typs. Allerdings wurden aufgrund von Änderungen in den taktischen Anforderungen (u. a. Möglichkeit zur Überwasserfahrt in Minengebieten) tatsächlich nur drei U-Boote der auf reine Unterwasserfahrt optimierten Klasse 201 gebaut. Die Dienstzeit dieser Einheiten wurde durch die oben erwähnten Korrosionsprobleme zusätzlich stark verkürzt. So taten U 1 und U 2 nur etwas über ein Jahr Dienst in der Bundesmarine. Das nach der Abnahme durch die Marine auf zwei Jahre an Norwegen verliehene U 3 blieb anschließend noch drei Jahre im Dienst und hatte so, mit etwas über fünf Jahren, die längste Dienstzeit der Klasse 201. Auch das bereits außer Dienst gestellte U 1 wurde nach einem Umbau zum Erprobungsträger für Heckablaufrohre für drahtgelenkte Torpedos nochmals für ein Jahr in Fahrt genommen. Alle Boote der Klasse 201 wurden verschrottet.
| Kennung | Name | Kiellegung        | Stapellauf       | Indienststellung                                  | Einheit                     | Außerdienststellung                                | Verbleib |
| ------- | ---- | ----------------- | ---------------- | ------------------------------------------------- | --------------------------- | -------------------------------------------------- | --- |
| S180    | U 1  | 8. Juni 1960      | 21. Oktober 1961 | 20. März 1962 (4. März 1965 als Erprobungsträger) | 1. Ubootgeschwader in Kiel  | 22. Juni 1963 (15. März 1966 als Erprobungsträger) | zum Erprobungsträger für Hecktorpedorohre (Ablaufrohre für drahtgelenkte Torpedos) umgerüstet, später für Ersatzbau Klasse 205 ausgeschlachtet und verschrottet |
| S181    | U 2  | 1. September 1960 | 25. Januar 1962  | 3. Mai 1962                                       | 1. Ubootgeschwader in Kiel  | 15. August 1963                                    | für Ersatzbau Klasse 205 ausgeschlachtet und verschrottet |
| S182    | U 3  | 12. Oktober 1960  | 7. Mai 1962      | 20. Juni 1964                                     | Ubootlehrgruppe in Neustadt | 15. September 1967                                 | nach Teilabbruch Druckkörper im Druckdock zu Testzwecken zerstört und verschrottet                                                                              |

### Norwegen– Königliche norwegische Marine
Die Ubootwaffe der Kongelige Norske Marine (Sjøforsvaret) bestand in den ersten Jahren nach dem Zweiten Weltkrieg aus drei Beute-U-Booten des deutschen Typs VII C sowie fünf überlassenen britischen U-Booten der U- bzw. V-Klasse. Norwegen war am Ersatz der Weltkriegsboote durch einen modernen Typ interessiert und erhielt dafür finanzielle Unterstützung durch die USA. Da diese keinen geeigneten kleinen U-Boottyp liefern konnten, suchte man Anschluss an ein europäisches U-Boot-Bauprogramm. Norwegen entschied sich für einen modifizierten Entwurf der deutschen Klasse 201, welcher als Klasse 207 bezeichnet wurde und den ersten U-Boot-Export der Bundesrepublik darstellt. Bemerkenswert ist dabei, dass die Bestellung der Klasse 207 bereits kurz nach dem Stapellauf der ersten Boote der Klasse 201 erfolgte, als noch keine Erfahrungen mit diesen vorlagen. Norwegen lieh sich das eben erst fertiggestellte U 3 noch vor dessen Verwendung in der Bundesmarine zu Erprobungs- und Ausbildungszwecken aus und stellte es für zwei Jahre unter dem Namen KNM Kobben S310 in Dienst. KNM Kobben wurde nach der Rückgabe an Deutschland bei der Bundesmarine als U 3 S182 in Dienst gestellt.
| Kennung | Name       | Indienststellung | Einheit                                 | Außerdienststellung | Verbleib                                                        |
| ------- | ---------- | ---------------- | --------------------------------------- | ------------------- | --------------------------------------------------------------- |
| S310    | KNM Kobben | 10. Juli 1962    | 1. Undervannsbåtskavdron in Haakonsvern | 16. Juni 1964       | nach Dienstzeit an Deutschland zurückgegeben, siehe U 3 (S182), |

## Geschichte der Boote

### U 1 (S180)
U 1 wurde am 21. Oktober 1961 von der Frau des früheren U-Boot-Kommandanten Otto Kretschmer getauft und am 20. März 1962 im 1. Unterseeboot-Geschwader in Dienst gestellt. Das Boot übernahm die Tradition von U 99, dem Boot Kretschmers. Als Wappen war ein nach oben geöffnetes Hufeisen auf blauem Grund angebracht. Das Boot wurde im Juni 1963 wieder außer Dienst gestellt. Es wurde ersetzt durch einen weitgehenden Neubau der Klasse 205 mit dem gleichen Namen, der im Juni 1967 in Dienst gestellt wurde.
| Dienstgrad       | Name            | von           | bis           |
| ---------------- | --------------- | ------------- | ------------- |
| Korvettenkapitän | Baumann         | 21. März 1962 | 22. Juni 1963 |
| Oberleutnant     | Siegfried Kramp | 3. April 1965 | 15. März 1966 |

### U 2 (S181)
U 2 wurde am 25. Januar 1962 durch die Frau des früheren U-98-Kommandanten Wilhelm Schulze getauft und am 3. Mai 1962 im 1. Unterseeboot-Geschwader in Dienst gestellt. Es erhielt auch den schwarzen Kater von U 98 als Wappen. Es wurde am 15. August 1963 außer Dienst gestellt und ebenfalls durch einen weitgehenden Neubau der Klasse 205 mit dem gleichen Namen ersetzt, der im Oktober 1966 in Dienst gestellt wurde.
| Dienstgrad      | Name          | von         | bis             |
| --------------- | ------------- | ----------- | --------------- |
| Kapitänleutnant | Hanns Freytag | 3. Mai 1962 | 15. August 1963 |

### U3 (S182)
U 3 wurde am 7. Mai 1962 getauft und erhielt als Patenstadt St. Georgen im Schwarzwald sowie deren Wappen. Direkt nach der Fertigstellung wurde es von 1962 bis 1964 der norwegischen Marine leihweise unter dem Namen KNM Kobben (S310) für Erprobungen zur Verfügung gestellt. Dabei ist U 3 unter dem Namen Kobben nicht mit der später in Dienst gestellten KNM Kobben (S318) der Klasse 207 zu verwechseln. Aufgrund der, bei U 1 Ende 1962 festgestellten, Korrosionsprobleme des amagnetischen Stahls wurde die zulässige Tauchtiefe für Kobben auf zunächst 40 m reduziert. Im Herbst 1963 wurde von deutscher Seite beschlossen, Kobben zusammen mit U 5 und U 6 einem Absenkversuch im Oslofjord zu unterziehen. Die Boote wurden dazu an den Schwimmkränen Energie und Ausdauer ohne Besatzung an Bord mit gefluteten Tauchzellen im Fjord abgesenkt. Kobben erreichte so 114 m Tiefe ohne Schäden. Daraufhin wurde die zulässige Tauchtiefe auf 100 m erhöht. Unter norwegischer Flagge legte sie insgesamt 12.100 sm zurück. Das ist etwa das Fünffache von deutschen U-Booten im gleichen Zeitraum. Die Norweger bemängelten bei der Klasse 201 dieselben Nachteile wie die Bundesmarine. Der große Wendekreis bei niedrigen Fahrstufen machte besonders in Häfen in Nordnorwegen ohne Schlepperhilfe aufgrund der zerklüfteten Küste mit ihren zahlreichen Schären Probleme. Die niedrige, nur mit Segeltuch geschützte Brücke ohne Anzeige- und Steuerelemente für Kurs und Fahrt erwies sich bei Seegang besonders dadurch als nachteilig, dass das Turmluk wegen eines zur Kommunikation mit der Zentrale benötigten Kabels nicht geschlossen werden konnte. Somit drang über das offene Turmluk ständig Wasser in die Zentrale. Nach der Rückkehr aus Norwegen wurde U 3 am 20. Juni 1964 bei der Bundesmarine in Dienst gestellt und bis zum 15. September 1967 als Schulboot bei der Ubootlehrgruppe in Neustadt in Holstein eingesetzt. Danach wurde es außer Dienst gestellt und für Festigkeits- und Ansprengversuche benutzt. 1970 wurde es in einem abschließenden Belastungstest im Druckdock des Marinearsenals Kiel bis zur Zerstörung abgedrückt und anschließend zur Verschrottung verkauft.
| Dienstgrad      | Name                   | von                | bis                |
| --------------- | ---------------------- | ------------------ | ------------------ |
| Kapteinløytnant | Sivert Andreas Farstad | 10. Juli 1962      | 16. Juni 1964      |
| Oberleutnant    | Mauch                  | 20. Juni 1964      | 29. September 1965 |
| Oberleutnant    | Hammer                 | 30. September 1965 | 15. September 1967 |